# アンフォゲッタブル (2017年の映画)
『アンフォゲッタブル』（原題:Unfogettable）は2017年に公開されたアメリカ合衆国のスリラー映画である。監督はデニーズ・ディ・ノヴィ、主演はロザリオ・ドーソンとキャサリン・ハイグルが務めた。本作はディ・ノヴィの映画監督デビュー作となった。本作は日本国内で劇場公開されなかったが、WOWOWで放送されたことがある。

## 概略
テッサ・コノバーは夫のデヴィッドと離婚することになったのだが、その事実を受け入れることができずにいた。一方のデヴィッドはジュリア・バンクスという名前の女性と婚約し幸福な人生を歩み始めていた。テッサはかつて自分たちが暮らしていた家にジュリアが足を踏み入れたり、娘のリリーと打ち解けたりする事態が許せなかったのである。ジュリアは長らくDVの被害を受けており、デヴィッドとの出会いによってその傷が徐々に癒え始めていた。嫉妬心に狂ったテッサはジュリアの幸福を破壊するべく行動を開始した。

## キャスト
- ロザリオ・ドーソン - ジュリア・バンクス
- キャサリン・ハイグル - テッサ・コノバー
- ジェフ・スタルツ - デヴィッド・コノバー
- シェリル・ラッド - ヘレン
- サラ・バーンズ - サラ
- ウィットニー・カミングス - アリ
- サイモン・カシアニデス - マイケル・ヴァルガス
- イザベラ・ケイ・ライス - リリー・コノバー
- ロバート・ウィズダム - ポープ刑事

## 製作
2014年1月9日、ワーナー・ブラザース映画が本作の監督にアマ・アサンテを起用したと報じられた。12月2日、ケイト・ハドソンとケリー・ワシントンが本作に出演するとの報道があった。2015年6月22日、アサンテ、ハドソン、ワシントンが降板することになり、プロデューサーのデニーズ・ディ・ノヴィ自らメガホンを取ることになったと報じられた。8月12日、キャサリン・ハイグルとロザリオ・ドーソンがキャスト入りした。17日、本作の主要撮影がロサンゼルスで始まった。21日、シェリル・ラッドが本作に出演することになったと報じられた。
2016年12月13日、本作の予告編が公開された。

## 興行収入
本作は『THE PROMISE/君への誓い』、『Phoenix Forgotten』、『フリー・ファイヤー』、『ボーン・イン・チャイナ』と同じ週に封切られ、公開初週末に820万ドル前後を稼ぎ出すと予想されていたが、実際の数字はそれを大きく下回るものとなった。2017年4月21日、本作は全米2417館で公開され、公開初週末に478万ドルを稼ぎ出し、週末興行収入ランキング初登場7位となった。

## 評価
本作に対する批評家からの評価は芳しいものではない。映画批評集積サイトのRotten Tomatoesには115件のレビューがあり、批評家支持率は26%、平均点は10点満点で4点となっている。サイト側による批評家の見解の要約は「才能ある俳優たちのおかげで、『アンフォゲッタブル』という家庭を題材にしたスリラー映画は鑑賞に堪えるものとなった。しかし、同作はその面白い設定のポテンシャルを十全に生かしきれず、タイトルが示すような忘れられない作品になれなかった。」となっている。また、Metacriticには27件のレビューがあり、加重平均値は45/100となっている。なお、本作のCinemaScoreはCとなっている。